# Fortaleza de Satanyo
La fortaleza de Santayo (en georgiano: სათანჯოს ციხე) fue una construcción defensiva construida en lo alto de la montaña del mismo nombre, localizada actualmente cerca del pueblo de Chuburjinyi, distrito de Gali (de iure parte de Georgia aunque de facto perteneciente a la autoproclamada República de Abjasia). La fortaleza fue construida entre los siglos VIII y X.  
Este recinto defensivo de Satanyo se veía bien desde el mar, por lo que se usó como punto de referencia. Algunos estudiosos han sugerido erróneamente la existencia de una colonia comercial genovesa aquí en los siglos XIII-XV. El área en la que se encuentra esta fortaleza pertenece al pueblo de Dijazurga, con esta frontera entre Dijazurga y Chuburjinyi discurriendo por la ladera norte del monte Satandjo (en forma de carbón excavado en trinchera en toda su longitud).